# جون غالاشر
جون غالاشر (بالإنجليزية: John Gallacher)‏ هو لاعب كرة قدم بريطاني، ولد في 12 ديسمبر 1951 في فلكرك في المملكة المتحدة. لعب مع نادي دمبرتون وهارت أوف ميدلوثيان.